# Setsuko Shinobu
Setsuko Shinobu (忍節子, Shinobu Setsuko), née le 22 juillet 1914 à Tokyo et morte à une date inconnue, est une actrice japonaise.

## Biographie
Setsuko Shinobu nait le 22 juillet 1914 dans l'ancien quartier de Shitaya-ku (ja), aujourd'hui rattaché à l'arrondissement de Taitō de Tokyo.
Elle a interprété plus de cinquante rôles au cinéma entre 1934 et 1957.

## Filmographie sélective

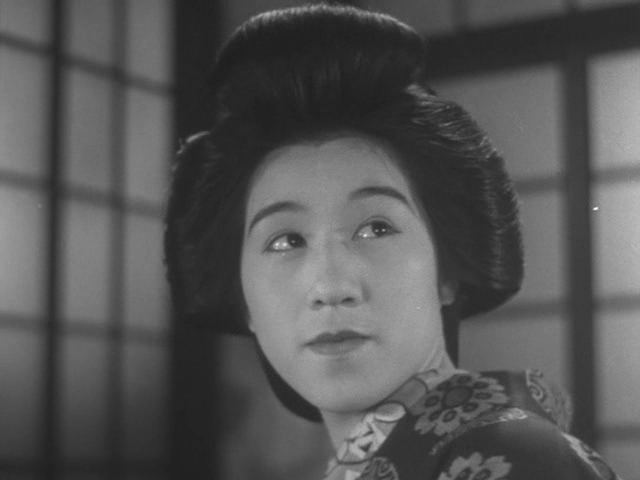
Setsuko Shinobu dans La Rue sans fin (1934).

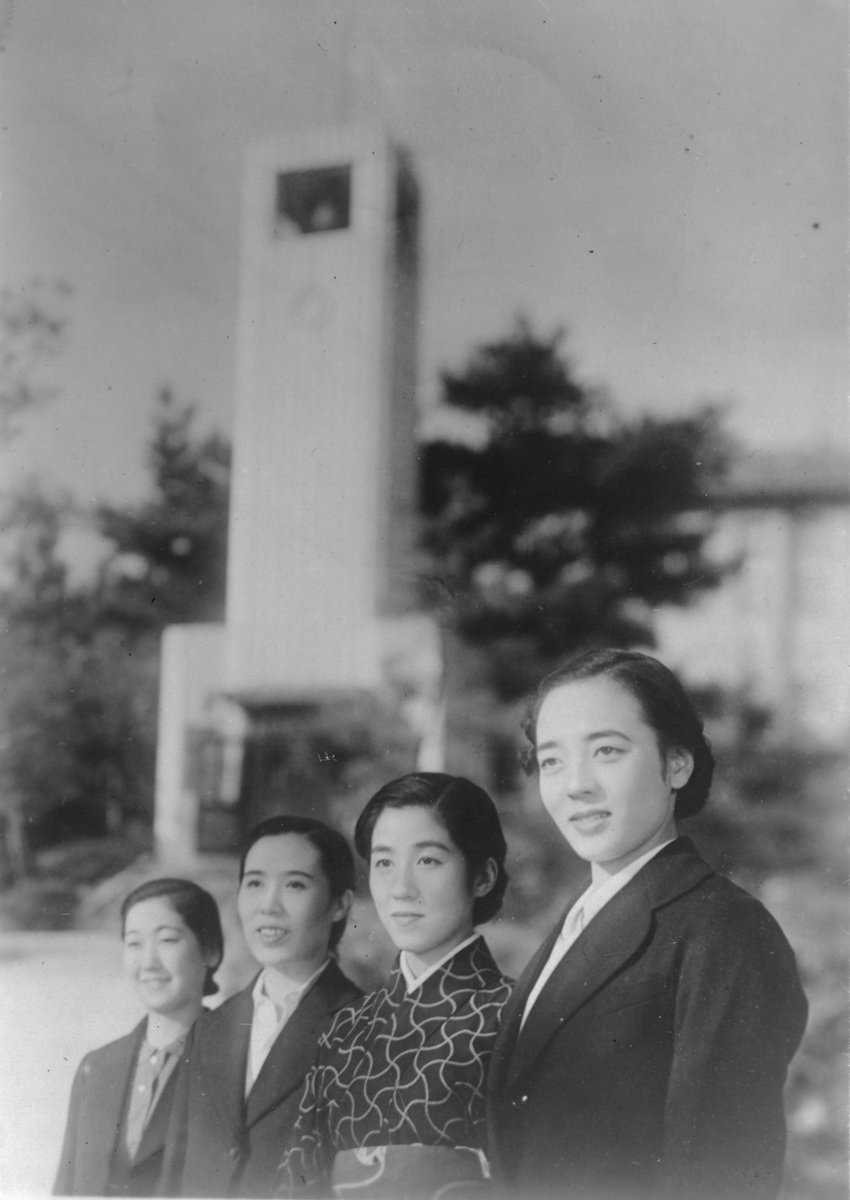
De g. à d. : Kimiyo Ōtsuka, Yaeko Izumo, Setsuko Shinobu et Kuniko Miyake dans La Tour d'introspection (1941).

- 1934 : La Rue sans fin (限りなき舗道, Kagiri naki hodo?) de Mikio Naruse : Sugiko Shima
- 1934 : Récit animé d’un mariage (結婚興奮記, Kekkon kōfun-ki?) de Yasujirō Shimazu
- 1934 : Onna no kaoyaku (女の顔役?) de Yasushi Sasaki
- 1934 : Éclipse (金環蝕, Kinkanshoku?) de Yasujirō Shimazu
- 1935 : Rêve de jeune marié (花婿の寝言, Hanamuko no negoto?) de Heinosuke Gosho
- 1935 : Okoto et Sasuke (春琴抄 お琴と佐助, Shunkinshō: Okoto to Sasuke?) de Yasujirō Shimazu : une geisha
- 1935 : Cœur double (双心臓, Sōshinzō?) de Hiroshi Shimizu
- 1935 : Que souffle le vent de l'amour (吹けよ恋風, Fukeyo koikaze?) de Heinosuke Gosho
- 1936 : Hirenge (悲恋華?) de Yasushi Sasaki
- 1936 : Monsieur Merci (有りがたうさん, Arigatō-san?) de Hiroshi Shimizu
- 1936 : La Femme de la brume (朧夜の女, Oboroyo no onna?) de Heinosuke Gosho : une hôtesse de bar
- 1936 : Hommes contre femmes (男性対女性, Dansei tai josei?) de Yasujirō Shimazu
- 1936 : Hitozuma tsubaki (人妻椿?) de Hiromasa Nomura
- 1936 : Le Nouveau Chemin : Akemi (新道 前篇朱実の巻, Shindō: Zenpen Akemi no maki?) de Heinosuke Gosho : infirmière
- 1937 : Les Cartes de la jeune mariée (花嫁かるた, Hanayome karuta?) de Yasujirō Shimazu
- 1937 : La Chanson du panier à fleur (花籠の歌, Hanakago no uta?) de Heinosuke Gosho
- 1937 : Le Démon de l'or (金色夜叉, Konjiki yasha?) de Hiroshi Shimizu
- 1937 : Cœur enchaîné (恋も忘れて, Koi mo wasurete?) de Hiroshi Shimizu
- 1937 : Adieu le front (さらば戦線へ, Saraba sensen e?) de Hiroshi Shimizu, Chūya Tsuneyoshi et Kenkichi Hara
- 1938 : Katsura, l'arbre de l'amour (愛染かつら, Aizen katsura?) de Hiromasa Nomura : Shigeko Onda
- 1939 : Zoku aizen katsura (続愛染かつら?) de Hiromasa Nomura : Shigeko Onda
- 1939 : Des mauvaises herbes avec des fleurs (花のある雑草, Hana no aru zassō?) de Hiroshi Shimizu
- 1939 : Cinq frères et sœurs (五人の兄妹, Gonin no kyodai?) de Kōzaburō Yoshimura
- 1939 : Aizen katsura: Kanketsu-hen (愛染かつら 完結篇?) de Hiromasa Nomura : Shigeko Onda
- 1939 : Courant chaud (暖流, Danryū?) de Kōzaburō Yoshimura
- 1940 : Nobuko (信子, Nobuko?) de Hiroshi Shimizu : Yasuko Tezuka
- 1940 : Cœur de pierre (木石, Bokuseki?) de Heinosuke Gosho
- 1940 : Fuyuki hakase no kazoku (冬木博士の家族?) de Hideo Ōba
- 1941 : La Tour d'introspection (みかへりの搭, Mikaeri no tō?) de Hiroshi Shimizu : Mme Suzuki
- 1941 : Les Frères et Sœurs Toda (戸田家の兄妹, Todake no kyōdai?) de Yasujirō Ozu
- 1941 : Dix jours dans une vie (十日間の人生, Tōkakan no jinsei?) de Minoru Shibuya
- 1942 : Une femme (或る女, Aru onna?) de Minoru Shibuya
- 1945 : Les Demoiselles d'Izu (伊豆の娘たち, Izu no musumetachi?) de Heinosuke Gosho : Mme Oda
- 1954 : Hōrōki (放浪記?) de Seiji Hisamatsu
- 1955 : Shimai (姉妹?) de Miyoji Ieki
- 1955 : Croissance (たけくらべ, Takekurabe?) de Heinosuke Gosho